# Estadi Asiad de Busan
L'Estadi Asiad de Busan o Estadi dels Jocs Asiàtics de Busan (부산아시아드주경기장 en hangul, Busan Asiad Stadium en anglès), és un estadi multifuncional ubicat a la portuària ciutat metropolitana de Busan (en hangul: 부산광역시 Busan Gwangyeoksi) a Corea del Sud.
És l'estadi on juga de local el Busan Icons en la K-League. És un dels estadis on es va disputar la Copa del Món de futbol 2002.